# ロジャー・パウエル (ミュージシャン)
ロジャー・パウエル（Roger Powell、1949年3月14日 - ）は、アメリカ出身のミュージシャン。

## 略歴
バージニア州生まれ。8歳からピアノを始め、高校時代は地元でトランペット奏者／ディスク・ジョッキーとして活動していた。
大学時代に作曲を学んだ後、レコーディング・エンジニアとして働き始めるが、1970年、務めていたスタジオが購入したシンセサイザーに強く興味を惹かれ、スタジオを退職してアープに入社。取扱説明書の作成や演奏指導、新しいシステムの研究などを手がける。
1972年、ロック・バンド「ニューヨーク・ロックンロール・アンサンブル」にツアー参加。これがキッカケとなって、アトランティック・レコードからソロ・アルバム制作のオファーを受け、1973年にアルバム『Cosmic Furnace』をリリースする。
1974年、ユートピアのライブの観覧を通じてトッド・ラングレンと知り合い、バンドに加入。
1980年、ソロ・アルバム『エア・ポケット』をリリースする。
2006年、長期の休業の後、ソロ・アルバム『Fossil Poets』をリリースする。

## 音楽性
本業のミュージシャンであると同時に、電子機材の専門家として、ユートピアの作品制作に貢献した。加入の時点で3人必要だったユートピアのキーボード奏者を、アルバム『太陽神』からはロジャー・パウエル1人で担当していることからも、その多彩さが推察されている。
ショルダー(肩掛け式)・キーボードの演奏家としては先駆的な存在であり、ロジャー・パウエル自身が開発に参加したキーボード「プローブ」は、その後のショルダー・キーボードの開発にも影響を与えたとされている。特にヤン・ハマーのショルダー・キーボードは、プローブをヤン・ハマーが演奏しやすい様に改良した機種であり、ボディーの色と左手部分のコントローラーの形状以外はプローブと殆ど同じ機能を有している。

## ディスコグラフィ

### ソロ・アルバム
- Cosmic Furnace (1973年、Atlantic)
- 『エア・ポケット』 - Air Pocket (1980年、Bearsville) ※旧邦題『エアー・ポケット』
- Fossil Poets (2006年、Inner Knot)
- Blue Note Ridge (2009年、Unicorn Digital、Fossil Poet Records)